# Panamerikanische Konferenz (1901)
Die Panamerikanische Konferenz von 1901 tagte zwischen dem 21. Oktober 1901 und dem 1. Februar 1902 in Mexiko-Stadt.
Der Kongress bildete die Fortsetzung der Panamerikanischen Konferenz von 1889. 1901 waren alle 19 amerikanischen Staaten vertreten. 
Es wurden Beschlüsse gefasst über die Auslieferung von Kriminellen, über die freie Ausübung von Berufen und über den Patent- und Markenschutz.